# Las Tres Villas
Las Tres Villas è un comune spagnolo  situato nella comunità autonoma dell'Andalusia.